# ジョージ・グレイ (第7代スタンフォード伯爵)
第7代スタンフォード伯爵および第3代ウォリントン伯爵ジョージ・ハリー・グレイ（英語: George Harry Grey, 7th Earl of Stamford, 3rd Earl of Warrington、1827年1月7日 – 1883年1月2日）は、イギリスの貴族、地主。

## 生涯
第8代グロビーのグレイ男爵ジョージ・ハリー・グレイ（第6代スタンフォード伯爵ジョージ・ハリー・グレイの息子）と妻キャサリン（Katharine、1801年8月20日 – 1844年1月4日、旧姓チャータリス＝ウィームズ＝ダグラス（Charteris-Wemyss-Douglas）、第6代ウィームズ伯爵フランシス・チャータリス＝ウィームズ＝ダグラスの娘）の息子として、1827年1月7日にエンヴィルで生まれ、8日に同地で洗礼を受けた。1835年10月24日に父が死去すると、グロビーのグレイ男爵位を継承した。1840年から1843年までイートン・カレッジで教育を受けた後、1845年3月5日にケンブリッジ大学トリニティ・カレッジに入学した。1845年4月26日に祖父が死去すると、スタンフォード伯爵位とウォリントン伯爵位を継承した。
1845年7月25日にチェシャー・ヨーマンリー騎兵連隊のダナム中隊（The Dunham Troop, The King's Regiment of Cheshire Yeomanry Cavalry）隊長に任命され、1856年6月に辞任した。1853年9月29日、スタッフォードシャーの副統監に任命された。1871年8月26日、第23ランカシャー・ライフル志願兵部隊（23rd Lancashire Rifle Volunteer Corps）の名誉隊長に任命された。
政治では保守党に属した。
1883年1月2日にレスターシャーのブラッドゲート・パークで死去、スタンフォード伯爵位は4代伯爵の三男ジョン（1802年7月12日没）の息子ハリー（1860年3月26日没）の長男ハリーが継承、ウォリントン伯爵位は廃絶した。
1883年時点の所有地はレスターシャー9012エーカー、チェシャー8612エーカー、スタッフォードシャー7339エーカー、ランカシャー5231エーカー、シュロップシャー606エーカー、ウェスト・ライディング・オブ・ヨークシャー93エーカー、ウスターシャーとウォリックシャー69エーカーであり、年収58,393ポンドに相当した。これらの領地は2人目の妻が一代限りで相続し、その死後は妻の親族とスタンフォード伯爵位の継承者により分割相続された。

## 家族
1848年12月23日、エリザベス・ビレージ（Elizabeth Billage、1823年 – 1854年10月22日、ジョン・ビレージの娘）と結婚したが、2人の間に子供はいなかった。1855年8月29日、キャサリン・コックス（Katherine Cocks、1833年ごろ – 1905年1月29日、ヘンリー・コックスの娘）と再婚したが、2人の間に子供はいなかった。